# LEDA 2567049
LEDA/PGC 2567049 ist eine Galaxie im Sternbild Großer Bär, die schätzungsweise 1,4 Milliarden Lichtjahre von der Milchstraße entfernt ist.

Gemeinsam mit NGC 2895 und LEDA 27076 bildet sie das Galaxientrio KUG 0928+577.